# NGC 966
NGC 966 је елиптична галаксија у сазвежђу Кит која се налази на NGC листи објеката дубоког неба.
Деклинација објекта је - 19° 52' 54" а ректасцензија 2h 31m 47,1s. Привидна величина (магнитуда) објекта NGC 966 износи 13,3 а фотографска магнитуда 14,3. NGC 966 је још познат и под ознакама ESO 545-30, MCG -3-7-29, PGC 9626.